# Bernhard Siegfried Albinus
Bernhard Siegfried Albinus, född 24 februari 1697 i Frankfurt an der Oder, död 9 september 1770 i Leiden, var en tyskfödd holländsk anatom, son till Bernhard Friedrich Albinus.
Albinus, som efter sin far blev professor i Leiden 1721, utgav viktiga arbeten i anatomi och inlade därjämte stor förtjänst genom sina upplagor av flera äldre anatomers arbeten. Han efterträddes av sin bror Friedrich Bernhard.